# Ronda (Karolina Północna)
Ronda – miasto w Stanach Zjednoczonych, w stanie Karolina Północna, w hrabstwie Wilkes.